# Płoski (Bułgaria)
Płoski (bułg. Плоски) – wieś w Bułgarii, w obwodzie Błagojewgrad, w gminie Sandanski. Według Ujednoliconego Systemu Ewidencji Ludności oraz Usług Administracyjnych dla Ludności, 15 marca 2016 roku miejscowość liczyła 589 mieszkańców.
W 1914 roku na najwyższym wzniesieniu (634 m n.p.m.) miejscowości została zbudowana cerkiew Zaśnięcia Bogurodzicy.

## Osoby związane z miejscowością
- Iwan Katardżiew (1931) – macedoński historyk
- Stojczo Mładenow (1957) – bułgarski piłkarz i trener